# Елана
Елана — река в России, протекает по Усть-Кубинскому и Харовскому районам Вологодской области. Река впадает в Кумзерское озеро, из которого вытекает река Кумжа. Длина реки составляет 15 км.
Исток Еланы находится в лесах в 10 км к юго-западу от села Кумзеро. Елана течёт по ненаселённой лесной местности на северо-восток, крупнейший приток — Панка (правый). Первые километры течёт по территории Усть-Кубинского района, остальную часть пути по территории Харовского. Впадает в Кумзерское озеро в его западной части, близ места впадения стоит село Кумзеро и деревни Назариха и Угол.

## Данные водного реестра
По данным государственного водного реестра России относится к Двинско-Печорскому бассейновому округу, водохозяйственный участок реки — озеро Кубенское и реки Сухона от истока до Кубенского гидроузла, речной подбассейн реки — Сухона. Речной бассейн реки — Северная Двина.
Код объекта в государственном водном реестре — 03020100112103000006020.